# سامسونگ اس‌جی‌اچ-سی۱۱۰
سامسونگ اس‌جی‌اچ-سی۱۱۰ یک نمونه از گوشی‌های تلفن همراه سری C شرکت سامسونگ می باشد که توسط همین شرکت به بازار عرضه شده‌است.